# هيغاشيودوغاوا-كو
هيغاشيودوغاوا-كو (باليابانية: 東淀川区) هو حي في اليابان، يقع في أوساكا، بلغ عدد سكانه 175,827 نسمة وذلك حسب إحصائيات سنة 2017، تبلغ مساحته 13.25 كيلومتر مربع.

## أعلام
- تاكاشي أوكامورا